# Chien Yu Chin
Chien Yu Chin (født 24. oktober 1982) er en taiwansk badmintonspiller. Hun repræsenterede Kinesiske Taipei under Sommer-OL 2008 i Beijing, Kina, hvor hun blev slået ud i anden runde.